# Lei (Italia)
Lei è un comune italiano di 443 abitanti della provincia di Nuoro che sorge su una serie di colline poste a circa 500 m s.l.m.

## Storia
Il nome del paese compare per la prima volta nel Condaghe di Santa Maria di Bonarcado con la grafia "Lee". Nel periodo giudicale, e in quello successivo spagnolo, viene denominato "Ley".
L'area è abitata sin dalla preistoria, numerose sono le testimonianze del periodo prenuragico e nuragico, tra esse protonuraghi, nuraghi, e tombe dei giganti. Importanti sono anche le tracce dei periodi successivi nei quali si susseguirono le dominazioni puniche, romane
Nel medioevo fece parte del giudicato di Torres, inserito nella curatoria del Marghine. Alla caduta del giudicato (1259) passò per breve tempo al giudicato di Arborea e successivamente al Marchesato di Oristano. Sconfitti definitivamente gli arborensi (1478) passò sotto il dominio aragonese. Il territorio venne inglobato dagli aragonesi nell'Incontrafa del Marghine; nel secolo XVIII fu compreso nel marchesato del Marghine, feudo prima dei Pimentel e poi dei Tellez-Giron, ai quali fu riscattato nel 1839 con l'abolizione del sistema feudale.

### Simboli
Lo stemma del comune di Lei si può blasonare:
Il gonfalone è un drappo partito di azzurro e di giallo.

## Società

### Evoluzione demografica
Abitanti censiti

### Etnie e minoranze straniere
Secondo i dati ISTAT al 31 dicembre 2010 la popolazione straniera residente era di 19 persone. Le nazionalità maggiormente rappresentate in base alla loro percentuale sul totale della popolazione residente erano:
- Marocco 12 2,08%
- Romania 7 1,22%

### Lingue e dialetti
La variante del sardo parlata a Lei è quella logudorese centrale o comune.

## Infrastrutture e trasporti

### Ferrovie
Il comune è servito dalla stazione di Lei, posta sul tracciato della ferrovia Macomer-Nuoro e collegata dai treni dell'ARST aventi provenienza e destinazione nei due centri capolinea.

## Amministrazione
| Periodo         | Periodo         | Primo cittadino         | Partito                        | Carica  | Note  |
| --------------- | --------------- | ----------------------- | ------------------------------ | ------- | ----- |
| 23 aprile 1995  | 16 aprile 2000  | Marco Antonio Fadda     | sinistra                       | Sindaco | [ 4 ] |
| 16 aprile 2000  | 8 maggio 2005   | Michelina Cecilia Cadau | centro                         | Sindaco | [ 5 ] |
| 8 maggio 2005   | 30 maggio 2010  | Michelina Cecilia Cadau | lista civica                   | Sindaco | [ 6 ] |
| 30 maggio 2010  | 31 maggio 2015  | Marcella Chirra         | lista civica "Insieme per Lei" | Sindaco | [ 7 ] |
| 31 maggio 2015  | 26 ottobre 2020 | Marcella Chirra         | lista civica "Lei Bene Comune" | Sindaco | [ 8 ] |
| 26 ottobre 2020 | in carica       | Luigi Cadau             | lista civica "Insieme per Lei" | Sindaco | [ 9 ] |